# Berzerk (canção)
"Berzerk" é uma canção do rapper norte-americano Eminem, gravada para o seu oitavo álbum de estúdio The Marshall Mathers LP 2. Foi escrita pelo próprio com auxílio na escrita por Rick Rubin, cujo último também esteve a cargo da produção. A música foi lançada a 26 de Agosto de 2013 em formato digital e enviada para as rádios norte-americanas a 3 de Setembro através das editoras Shady Records, Aftermath Entertainment e Interscope, servindo como primeiro single do disco. 

## Faixas e formatos
| Descarga digital |           |         |  |
| N.º              | Título    | Duração |  |
| 1.               | "Berzerk" | 3:58    |  |

## Desempenho nas tabelas musicais

### Posições
| Tabela musical (2013)                        | Melhor posição |
| -------------------------------------------- | -------------- |
| Alemanha - Media Control AG                  | 12             |
| Austrália - ARIA Singles Chart               | 5              |
| Áustria - Ö3 Austria Top 40                  | 22             |
| Bélgica - Ultratop (Flandres)                | 44             |
| Bélgica - Ultratop (Valónia)                 | 42             |
| Canadá - Canadian Hot 100                    | 2              |
| Coreia do Sul - Gaon International Chart     | 1              |
| Dinamarca - Tracklisten                      | 15             |
| Espanha - PROMUSICAE                         | 46             |
| Estados Unidos - Billboard Hot 100           | 3              |
| Estados Unidos - Billboard Pop Songs         | 26             |
| Estados Unidos - Billboard R&B/Hip-Hop Songs | 2              |
| Estados Unidos - Billboard Rap Songs         | 1              |
| França - SNEP                                | 15             |
| Grécia - Greece Digital Songs                | 7              |
| Irlanda - IRMA                               | 16             |
| Itália - FIMI                                | 25             |
| Nova Zelândia - RIANZ                        | 12             |
| Países Baixos - Mega Single Top 100          | 52             |
| Reino Unido - UK Singles Chart               | 2              |
| Reino Unido - UK R&B Singles Chart           | 1              |
| Suíça - Schweizer Hitparade                  | 9              |

### Certificações
| País      | Provedor     | Certificação |
| --------- | ------------ | ------------ |
| Austrália | ARIA         | Platina      |
| Canadá    | Music Canada | Platina      |

## Histórico de lançamento
| País           | Data                  | Formato          | Editora discográfica         |
| -------------- | --------------------- | ---------------- | ---------------------------- |
| Austrália      | 26 de Agosto de 2013  | Descarga digital | Universal Music              |
| Espanha        | 26 de Agosto de 2013  | Descarga digital | Universal Music              |
| Finlândia      | 26 de Agosto de 2013  | Descarga digital | Universal Music              |
| França         | 26 de Agosto de 2013  | Descarga digital | Universal Music              |
| Itália         | 26 de Agosto de 2013  | Descarga digital | Universal Music              |
| Nova Zelândia  | 26 de Agosto de 2013  | Descarga digital | Universal Music              |
| Portugal       | 26 de Agosto de 2013  | Descarga digital | Universal Music              |
| Canadá         | 27 de Agosto de 2013  | Descarga digital | Aftermath                    |
| Estados Unidos | 27 de Agosto de 2013  | Descarga digital | Aftermath                    |
| Estados Unidos | 3 de Setembro de 2013 | Rádio mainstream | Shady, Aftermath, Interscope |
| Reino Unido    | 8 de Setembro de 2013 | Descarga digital | Aftermath                    |